# Amphoriscus cyathiscus
Amphoriscus cyathiscus är en svampdjursart som först beskrevs av Ernst Haeckel 1872.  Amphoriscus cyathiscus ingår i släktet Amphoriscus och familjen Amphoriscidae. Inga underarter finns listade i Catalogue of Life.